# Herbert Singer
Herbert Singer (* 4. Januar 1923 in Köln; † 17. Juni 1970 ebenda) war ein deutscher Literaturwissenschaftler.

## Leben
Nach der Promotion zum Dr. phil. in Köln am 6. Juni 1950 und Habilitation an der FU Berlin 1959 war er von 1962 bis 1968 Professor für Deutsche Literaturgeschichte und Allgemeine Literaturwissenschaft an der Universität Hamburg und dann Ordinarius an der Universität zu Köln.

## Schriften (Auswahl)
- Rilke und Hölderlin. Köln 1957, OCLC 637342935.
- Der deutsche Roman zwischen Barock und Rokoko. Köln 1963, OCLC 460383849.
- Der galante Roman. Stuttgart 1966, OCLC 923132389.
- als Herausgeber mit Benno von Wiese: Festschrift für Richard Alewyn. Köln 1967, OCLC 185552458.
- als Herausgeber mit Horst Gronemeyer: Damon und Lisille 1683 und 1665 Johann Thomasius. Maximilian-Gesellschaft, Hamburg 1966, OCLC 903851485.